# Подлиманский сельский совет (Харьковская область)
Подлиманский сельский совет — входит в состав Боровского района Харьковской области Украины.
Административный центр сельского совета находится в селе Подлиман.

## История
- После освобождения Боровского района Красной армией от нацистской оккупации данный сельский Совет депутатов трудящихся возобновил свою деятельность в феврале-марте 1943 года.
- До 17 июля 2020 совет относился к Боровскому району, с этой даты - к Изюмскому району Харьковской области.
- После 17 июля 2020 года в рамках административно-территориальной «реформы» по новому делению Харьковской области[2][3] данный сельский совет, как и весь Боровской район Харьковской области, был упразднён; входящие в него населённые пункты и его территории присоединены к … территориальной общине Изюмского района.
- Сельсовет просуществовал 77 лет.

## Населённые пункты совета
- село Подлиман
- село Нижняя Журавка